# Мар'янівка (Народицький район)
Мар'янівка — колишнє село в Україні, в Народицькому районі Житомирської області. Населення в 1991 році — 76 осіб. Село розташоване на березі річки Грезля.
Через Мар'янівку проходить автошлях Р 02, відстань до Овруча — 16 км.
Село потрапило в зону радіоактивного забруднення внаслідок аварії на ЧАЕС.[джерело?]
До 21 червня 1991 року село входило до складу Норинцівської сільської ради Народицького району Житомирської області. Зняте з обліку 21 червня 1991 року Житомирською обласною радою.  

## Галерея

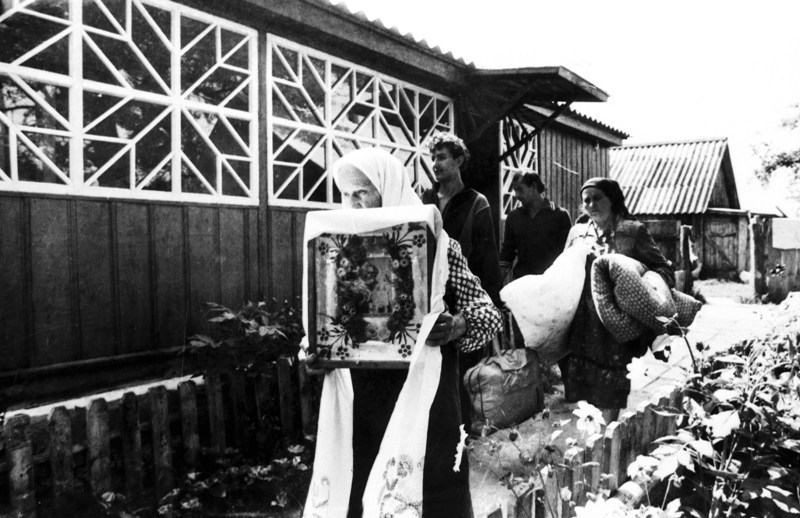
Люди залишають свої житла. Липень 1990 р.